# Solar Dynamics Observatory
Il Solar Dynamics Observatory (SDO) è un telescopio spaziale che è stato lanciato l'11 febbraio 2010 per studiare il Sole. È un progetto della NASA, parte del Programma Living With a Star. L'obiettivo di SDO è comprendere l'influenza del Sole sulla Terra e sul suo spazio circostante studiando l'atmosfera solare su piccole scale di spazio e tempo e in molte lunghezze d'onda contemporaneamente. SDO ha studiato come viene generato e strutturato il Campo magnetico solare, come questa energia magnetica immagazzinata viene convertita e rilasciata nell'eliosfera e nel geospazio sotto forma di vento solare, particelle energetiche e variazioni dell'irraggiamento solare.

## Durata della missione
Il lancio della missione è stato l'11 febbraio 2010; la sonda è stata in fase di test nell'edificio 7 del Goddard Space Flight Center della NASA, sito in Greenbelt, Maryland. La durata pianificata della missione era di cinque anni, però al 2023 è in funzione e da più di 12 anni e non si esclude che essa possa protrarsi fino al 2030. Alcuni considerano il Solar Dynamics Observatory come il successore del Solar and Heliospheric Observatory (SOHO).

## Caratteristiche

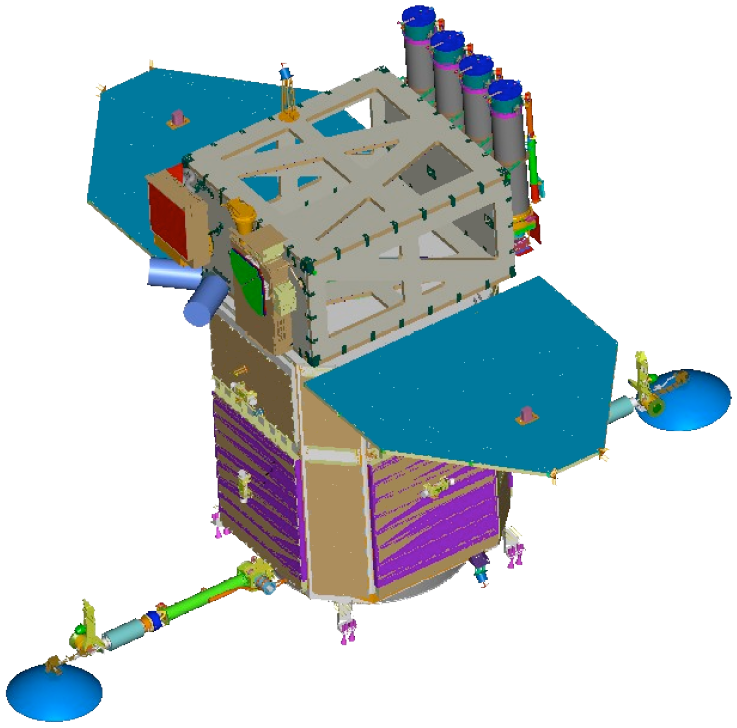
Rappresentazione schematica del Solar Dynamics Observatory.

Il veicolo di lancio è un razzo Atlas V; Il SDO è stato lanciato dal Kennedy Space Center l'11 febbraio 2010 Il perigeo iniziale sarà a circa 2500 km, dopo il quale compirà una serie di manovre orbitali in salita fino al raggiungimento dell'orbita stabilita.
SDO è una sonda stabilizzata da 3 assi con allineamenti solari e due antenne ad alta ricezione.

## Orbita
Dopo il lancio, il veicolo spaziale è stato posto in orbita attorno alla Terra con un perigeo iniziale di circa 2.500 km (1.600 mi). L'SDO ha quindi subito una serie di manovre di elevazione dell'orbita portando il veicolo a un'orbita geostazionaria a un'altitudine di 36.000 km, a 102° di longitudine ovest e un'inclinazione di 28,5°. Questa orbita è stata scelta per consentire comunicazioni 24 ore su 24, 7 giorni su 7 da/per la stazione terrestre fissa e per ridurre al minimo le eclissi solari a circa un'ora al giorno e solo per poche settimane all'anno.

## Comunicazioni
SDO invia i dati scientifici in banda Ka tramite le sue antenne maggiori e i dati tecnici in banda S tramite le due antenne omnidirezionali. La stazione a terra consiste di due antenne radio da 18 metri posizionate a White Sands, nel Nuovo Messico. Le antenne sono state costruite specificatamente per questa missione. SDO genera circa 1,5 terabyte di dati al giorno.
SDO userà periodicamente l'antenna Universal Space Network a South Point, nelle Hawaii, per fornire risoluzioni aggiuntive. I controllori della missione opereranno in remoto dal centro operativo NASA di GSFC.

## Strumentazione scientifica
La strumentazione scientifica del DSO consiste in:
- Extreme Ultraviolet Variability Experiment:[2] si tratta di uno strumento che misurerà l'emissione di radiazione ultravioletta solare con cadenza regolare, accuratezza e precisione;
- Helioseismic and Magnetic Imager:[3] è uno strumento che studia la variabilità solare e le varie componenti dell'attività magnetica solare;
- Atmospheric Imaging Assembly:[4] fornirà un'immagine del disco solare nelle diverse bande dell'ultravioletto e dell'estremo ultravioletto ad alta risoluzione temporale e spaziale.